# جيل فيرغسون
جيل فيرغسون (بالإنجليزية: Gil Ferguson)‏ هو سياسي أمريكي، ولد في 22 أبريل 1923، وتوفي في 6 مايو 2007. حزبياً، نشط في الحزب الجمهوري. وقد انتخب عضو جمعية ولاية كاليفورنيا.